# 卡瓦里亚和普雷梅佐
卡瓦里亚和普雷梅佐（義大利語：Cavaria con Premezzo），是意大利瓦雷泽省的一个市镇。总面积3.23平方公里，人口5585人，人口密度1729.1人/平方公里（2009年）。国家统计（ISTAT）代码为012048。